# Évènements du canyon de Lumbier

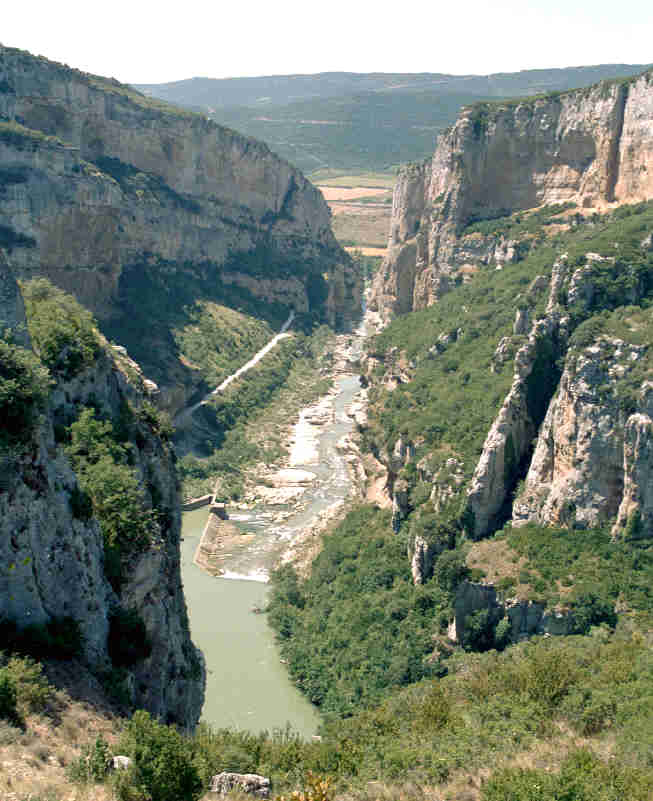
Les alentours du canyon de Lumbier, où se sont déroulés les faits du 25 juin 1990.

Les événements du canyon de Lumbier (Sucesos de la Foz de Lumbier en espagnol) se sont produits tout le long de la journée du 25 juin 1990 à l'endroit connu comme Foz de Lumbier, un canyon formé par la rivière Irati en Navarre (Espagne).
Il s'agit d'un affrontement armé entre des forces de la garde civile et les membres du commando Nafarroa de l'organisation indépendantiste ETA, qui ont été surpris par celle-ci pendant une banale patrouille et ont conduit, de facto, au démantèlement du dit commando.
Lors de cet événement, un sergent de la garde civile a trouvé la mort dans la fusillade, et deux activistes de l'organisation terroriste ont été retrouvés morts le lendemain. Selon la version officielle, tous les deux se sont suicidés s'étant vus encerclés par les forces de police, aidés d'un troisième comparse qui sera capturé gravement blessé.
Parmi les secteurs les plus radicaux du nationalisme basque on a diffusé la version qui, selon eux, les deux etarres morts avaient été torturés et exécutés par la garde civile. Un livre, intitulé "Foz de Lumbier. Antecedente y crónica de unas ejecuciones". a été publié. Aucune des recherches effectuées n'a apporté de preuves suffisantes qui renforçaient cette version, et le seul activiste survivant, Germán Rubenach, celui qui a affirmé avoir aidé ses compagnons dans le suicide collectif, a changé plusieurs fois de version dans ses déclarations.

## Contexte

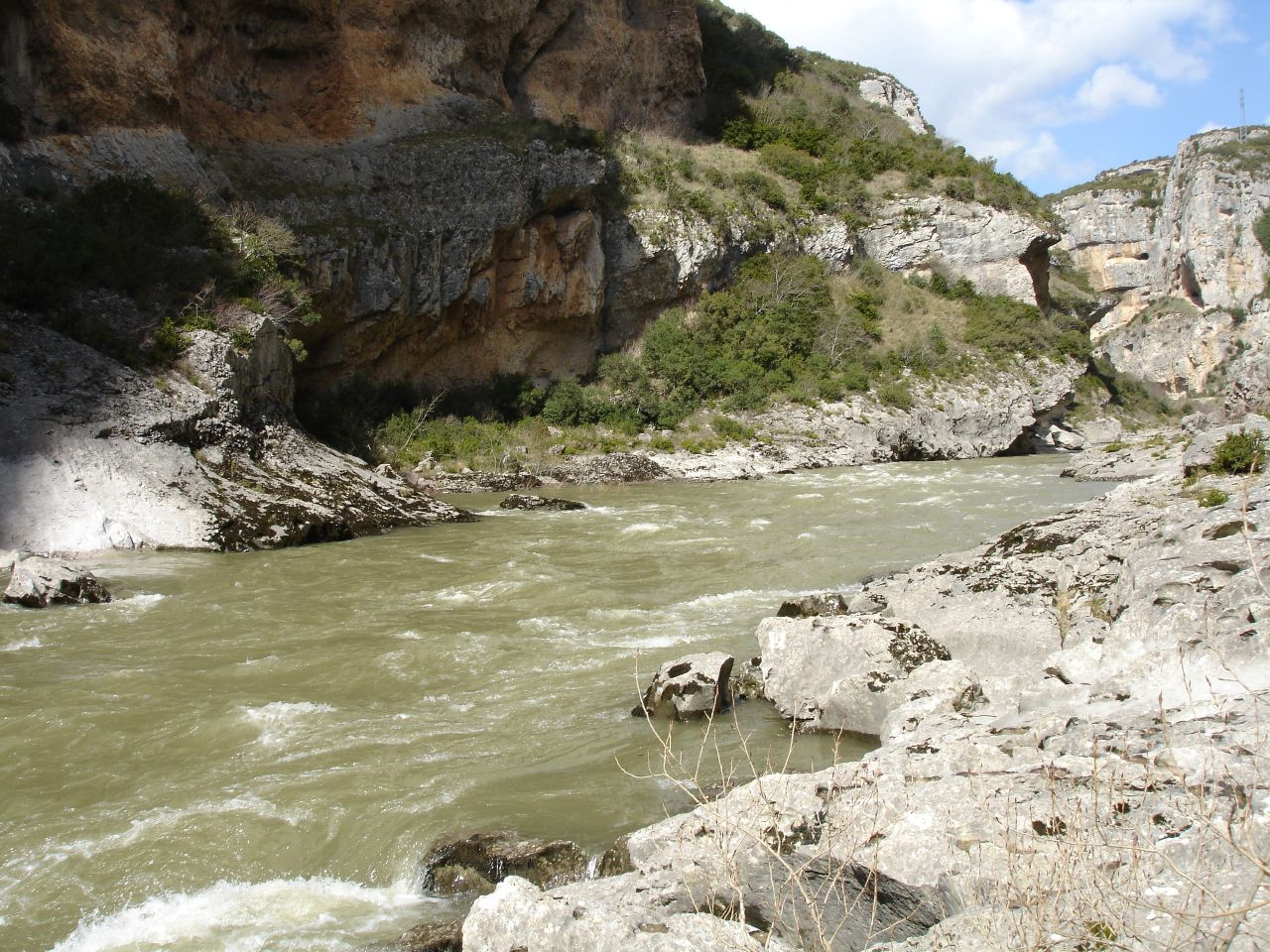
Le rio Irati passant au canyon de Lumbier. L'etarre Heavy a été retrouvé la tête dans la rivière.

### Commando Nafarroa
L'existence d'un commando stable d'ETA en Navarre (Commando Nafarroa) a été assez habituelle étant donné sa proximité géographique avec le Pays basque. Ses membres depuis 1986 ont été Juan María Lizarralde Urreta, alias Heavy (Andoain, 1956 - Lumbier, 1990 - le premier dans la hiérarchie du groupe), María Susana Arregi Maiztegui (Oñate, 1964 - Lumbier, 1990) et Germán Rubenach Roiz (Bilbao, 1965). En 1988 on leur a adjoint Juan José Zubieta Zubeldia (Lekunberri, 1965) et Javier Goldaraz Aldaya. Pendant cette période ils ont réalisé deux attentats avec des voitures-bombes à Estella et Pampelune, et une attaque d'un quartier général de la garde civile à Alsasua, provoquant un total de trois morts et de onze blessés.Ils ont aussi enlevé l'industriel Adolfo Villoslada, libéré 84 jours plus tard avec un préalable d'un paiement d'une rançon de 350 millions de pesetas.

### Contexte géographique
La Foz de Lumbier est un canyon creusé par la rivière Irati, à quelque 40 km de Pampelune, auquel on peut accéder seulement à travers deux tunnels, l'un en direction de Lumbier et l'autre en direction de Liédena. La gorge est délimitée par des parois de roche escarpées qui la transforment en une souricière. Pour cette raison elle s'est avérée déterminante concernant les événements de 1990.
Des zones de montagne comme la Foz ont été habituellement utilisés par ETA pour placer zulos pour dissimuler des explosifs et, éventuellement, les personnes séquestrées, comme cela s'est produit avec Adolfo Villoslada en 1989 par le Commando Nafarroa.

## Faits
Le matin du 25 juin, la patrouille de Lumbier formée par le sergent José Luis Hervás Manas (Yeste, (province d'Albacete), 1955 - Lumbier, 1990) et le Caporal Domingo Ortega Torres s'approchent, en direction de Liédena, dans une Nissan Patrol réglementaire à l'endroit de la Foz. Leur affectation était la prévention de petits larcins qui se produisait généralement dans la zone à l'encontre des touristes qui laissaient leur véhicule dans les parages.
Vers 12 h 00, et observant une personne (Lizarralde) avec des sacoches suspectes au bord de la rivière, le sergent est d'abord descendu jusqu'à ce dernier pour un contrôle d'identification, le caporal restant près de leur véhicule. À ce moment, sont arrivées deux autres personnes (Rubenach et Arregi), avec des sacs de sport. Pendant ce temps le caporal observe depuis le haut la conversation tandis qu'arrive une autre patrouille de la garde civile, également en Nissan, occupée par le sergent José Domínguez Peris et l'agent Benito Rivero Petronila, tous les deux de la garnison de Sangüesa.
Quand Ortega informer son collègue Hervás de l'arrivée de la patrouille, on entend deux coups de feu et le sergent, qui se trouvait avec les étarres, s'effondre immédiatement. Les gardes qui se trouvaient dans la partie supérieure du lit de la rivière commencent à descendre et une fusillade débute avec les activistes, qui s'enfuient en courant vers le haut de la rivière. À la suite des tirs, sont blessés Rubenach à une jambe et le sergent Domínguez à la hanche. Au moment de leur fuite, ils croisent deux touristes néerlandais qui se trouvaient dans la zone.
Sans vérifier l'état du sergent Hervás, les autres gardes abandonnent la zone avec leur véhicule pour transférer le sergent Domínguez à l'hôpital de Sangüesa, et sur le chemin ils donnent l'alerte par radio. D'autres gardes arrivent sur les lieux des faits ainsi que du personnel sanitaire, qui constatent le décès de José Luis Hervás et l'absence de son arme réglementaire. Vers les 13 h 00, arrivent les forces du Groupe Antiterroriste Rural, qui entame une recherche sur la zone aidés d'un hélicoptère et par des chiens policier, détecteurs d'explosifs. À 20 h 45, ils localisent Germán Rubenach dans les broussailles, qui est gravement blessé de plusieurs coups de feu, et le transfère immédiatement vers un centre hospitalier. La nuit tombant, les forces spéciales suspendent les recherches dans le canyon. Plusieurs habitants de Lumbier affirment avoir vu une Fiat 127 rouge, occupée par deux personnes, traversant le village à toute allure.
Le matin on reprend les recherches, et à 8 h 45, on trouve dans une zone proche à on a trouvé Rubenach, les cadavres de Susana Arregi et Juan María Lizarralde, que présentent des tirs dans la tête. Près du cadavre d'Arregi on trouvait le pistolet Star du sergent José Luis Hervás. Tous les deux présentaient des signes évidents qu'ils étaient morts depuis plusieurs heures, et Lizarralde se trouvait le corps à moitié dans l'eau. La fouille minutieuse du secteur a permis de trouver trois douilles de balle, deux correspondants au pistolet du sergent et l'autre, de calibre 9 mm à celui de Lizarralde. Plus tard on trouvera une autre douille correspondant au pistolet de service du sergent Hervás. À 11 h 30 on procède au lever des cadavres.

## Répercussion politique
Le 29, le ministre de l'Intérieur, José Luis Corcuera, a comparu de façon volontaire devant le Congrès des députés pour expliquer de manière officielle le déroulement des faits. Il a commencé son intervention ainsi :
"Señorías, no vengo a demostrar la inocencia de la Guardia Civil. Esta la supongo, como corresponde a un Estado de derecho. Serán los que opinen lo contrario quienes deban aportar las pruebas necesarias. Me propongo, señorías, trasladarles la información de que dispongo en relación a los acontecimientos del pasado lunes en la Foz de Lumbier, dejando el veredicto definitivo en manos de las investigaciones aún no finalizadas por la juez encargada del caso. Permítanme, antes de pasar a relatar lo sucedido, señorías, que crea oportuno enmarcar los hechos por los que comparezco hoy ante esta Comisión en unos términos que, por cierto, no dejan margen alguno de duda. Primero, hacia el mediodía del 25 de junio, un sargento de la Guardia Civil, en el cumplimiento de su misión, es asesinado por tres terroristas. Segundo, tras un intercambio de disparos, estos hieren gravemente a otro miembro del cuerpo de la Guardia Civil. Tercero, horas más tarde, otros guardias civiles, compañeros del sargento asesinado, localizan a uno de los agresores, que se encuentra herido de gravedad. Cuarto, de manera inmediata solicitan los medios para que el miembro de ETA sea trasladado a un hospital. Quinto, con toda probabilidad, su localización y traslado por la Guardia Civil le salva la vida."
« Messieurs, je ne viens pas démontrer l'innocence de la garde civile. Celle-ci je la suppose, comme il correspond à un État de droit. Ce seront ceux qui jugent le contraire ceux qui doivent apporter les preuves nécessaires. Je me propose, messieurs, de leur transférer l'information dont je dispose par rapport aux événements de lundi passé à la Foz de Lumbier, en laissant le verdict définitif entre les mains des recherches non encore terminées par le juge chargé du dossier. Permettez-moi, avant de rapporter ce qui est arrivé, messieurs, qu'il est opportun d'encadrer les faits pour lesquels je comparais aujourd'hui devant cette Commission dans des termes qui, pour certain, ne laissent aucun doute. D'abord, vers le midi du 25 juin, un sergent de la garde civile, dans le cadre de sa mission, est assassiné par trois terroristes. Deuxièmement, après un échange de tirs, ceux-ci blessent gravement un autre membre du corps de la garde civile. Tersio, des heures plus tard, d'autres gardes civils, compagnons du sergent assassiné, localisent un des agresseurs, qui est gravement blessé. Quatrièmement, de manière immédiate ils sollicitent les moyens pour que le membre d'ETA soit transféré dans un hôpital. Cinquièmement, très probablement, sa localisation et le transfert par la garde civile lui sauve la vie. »
Pour conclure :
"(...)En este punto, señorías, caben dos posibilidades:
a) que la decisión fuera colectiva y cada uno ejecutase la opción contra su persona. El hecho de que el cadáver de Susana Arregui presente dos disparos puede ser porque al tratarse de un arma semiautomática, ya que portaba la del sargento a quien se la habían sustraído, cualquier sobrepresión en el disparador en las décimas de segundo que tenía la pistola encarada pudo producir dos disparos, o incluso por defecto mecánico en el arma, porque en ocasiones, como señalo a SS. SS. esto se ha producido.
b) Que Lizarralde Urreta por causas o motivos que obviamente desconozco, disparara contra su compañera o sus compañeros y posteriormente atentara contra su vida".
« (...) De ce point de vue, messieurs, deux possibilités s'offrent :
a) que la décision était collective et chacun exécute l'option contre sa personne. Le fait que le cadavre de Susana Arregui présente deux tirs peut être parce que s'agissant d'une arme semi-automatique, puisqu'elle portait celle du sergent auquel ils l'avaient soustraite, toute surpression sur la détente dans le dixième de seconde avait fait que le pistolet ait pu produire deux tirs, ou même par défaut mécanique de l'arme, parce que parfois, comme l'indique SS. ceci s'est déjà produit.
b) Que Lizarralde Urreta pour une cause ou motif que je ne connais évidemment pas, aurait tiré sur sa compagne ou ses compagnons et attentera ensuite contre sa vie ".
Après leur intervention, les différents groupes parlementaires ont accepté les arguments exposés par le ministre, bien qu'ils aient insisté sur la nécessité de continuer l'enquête.

## Enquête

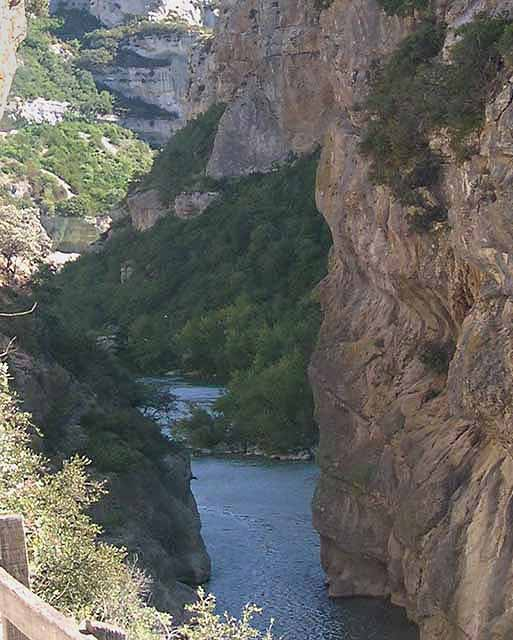
Autre vue du canyon, où l'on peut observer l'escarpement des parois et l'impossibilité de l'accès à celle-ci.

Les autopsies pratiquées en première instance sur les deux terroristes ont indiqué que Lizarralde présentait une blessure avec traumatisme cranio-encéphalique dans la tête causée par arme de feu et avec trajectoire de droite à gauche effectué « en contact avec la peau », garantissant la théorie du suicide,. pour sa part, Susana Arregi présentait un tir de pistolet effectué pratiquement en contact avec la peau de la tête, avec la trajectoire de gauche à droite et un deuxième effectué à quelque 30 centimètres de distance, effectué par une autre personne. On a été indiqué comme hypothèse la plus probable que serait un tir d'une autre personne, sans écarter la possibilité du suicide. La seule chose qu'ils ont pu spécifier est qu'ils sont morts entre douze heures et dix huit heures.
Pour sa part, Germán Rubenach, qui a été gravement blessé, a effectué sa première déclaration depuis l'UCI de l'Hôpital Universitaire de Navarre le 3 juillet devant le juge d'Aoiz, auquel il a déclaré en présence de son avocat, José Miguel Gorostiza, de Herri Batasuna, que Lizarralde s'est suicidé et qu'il a tiré sur sa compagne Susana Arregi avec l'arme arrachée au sergent mort, et il ensuite lui-même tiré. ses avocats ont contesté ensuite cette déclaration, alléguant que Rubenach souffrait d'une « amnésie partielle ».
En outre, Gorostiza signale la possibilité que les deux autres membres du commando (Zubieta et Goldaraz) se trouvaient sur les lieux des faits et parviendront à s'enfuir, ce qui renforce la présence du Seat 127 rouge que quelques témoins ont affirmé avoir vu s'éloigner à vive allure du lieu des faits. Rubenach avait déclaré que le groupe ne disposait pas de véhicule.
La recherche officielle a conclu que, s'étant vu encerclés par les GAR et sans issue possible pour eux, les terroristes ont opté pour le suicide collectif. Lizarralde est mort dans l'acte d'un tir dans la tête avec sa arme propre, un Browning de 9 mm avec lequel il a aussi tué le sergent Hervás. Pour sa part, Arregi et Rubenach décident que celui-ci tirerait sur les deux, avec le pistolet volé au sergent, tuant Arregi et blessant griévement Rubenach, avec un tir qui lui est entré par le maxillaire inférieur et lui est sorti dans l'œil gauche,. Dans sa première déclaration, Rubenach a admis qu'ils se trouvaient dans le canyon de Lumbier pour préparer un attentat contre la garde civile.
Des enquêtes postérieures sèment des doutes sur la déclaration de Rubenach et la véracité de sa version initiale des faits :
- Dans sa seconde déclaration, Rubenach (qui après la première a allégué qu'il souffrait d'amnésie) a assuré qu'après avoir reçu le premier tir, il a perdu connaissance, et quand il s'est réveillé, il se trouvait dans un hôpital avec une autre blessure par balle dans la tête, et qu'il ne savait rien de ses compagnons. Avec ce changement, il se disculpe de la mort d'Arregi, ce qui lui a valu l'absolution par cet homicide[14].
- En juillet, les analyses pratiquées par l'Institut National de Toxicologie sur le corps Juan María Lizarralde ont déterminé que son décès a pu se produire par noyade dans les eaux de la rivière Irati, dans laquelle se trouvait sa tête quand il a été retrouvé[9]. l'étude postérieure a démontré que la présence d'eau dans ses organes vitaux n'était pas incompatible avec le décès par un tir, et a démonté la possibilité que la noyade était précédente au tir[13].
- Dans le jugement de Germán Rubenach, tenu en 1995, comme auteur présumé des tirs sur sa compagne Susana Arregi, l'Audience nationale a disculpé l'etarra prétextant « des doutes fondés et sérieux » sur son auteur[15].
- On n'a jamais rien su de la Seat 127 qui, « avec deux personnes armées » selon plusieurs témoins, a quitté à vive allure le lieu des faits. Bien qu'on ait supposé qu'il s'agissait de deux autres membres du commando, il n'a jamais pu être démontré.

## Obsèques
Juan María Lizarralde et Susana Arregi ont été enterrés le 28 juin dans leurs localités d'origine, respectivement Andoain et d'Oñate, lors d'une journée « de tensions et d'incidents », comme l'a rapporté la presse.
La formation Herri Batasuna, bras politique d'ETA, a politisé les événements et a essayé que les deux terroristes soient déclarés fils préférés de leurs mairies respectives - proposition qui a été rejetée par les séances plénières de toutes les deux et que ses chapelles ardentes respectives seraient installées dans les salles des fêtes des maisons consistoriales, chose finalement obtenue.
Le sergent de la garde civile José Luis Hervás Manas, âgé de 35 ans, a été enterré dans sa localité natale de Yeste (province d'Albacete).

## Controverse

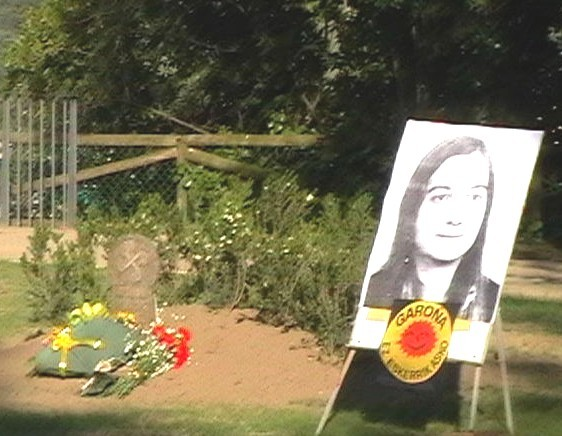
Image en hommage à Gladys del Estal réalisée en 2006

Dans les secteurs les plus radicaux du nationalisme basque, comme Gestoras Pro Amnistía, on a répandu la version selon laquelle les deux etarras morts auraient été torturés et exécutés par la garde civile. Dans un communiqué, ETA a assumé l'appartenance à l'organisation indépendantiste de ces deux morts, mais selon eux, la garde civile « a torturé et a exécuté ses militants ». D'autres forces politiques, comme le Parti nationaliste basque, ont accepté la version officielle des faits.
Le coordinateur KAS (non légalisée en 1988 pour son lien à ETA) a convoqué une grève générale à Andoain et Oñate le 27 juin, qui a été suivie seulement par le commerce et l'hôtellerie en raison de la présence de piquets.
Les faits ont aussi eu une répercussion littéraire, avec la publication, en 1990, du livre « Foz de Lumbier. Antecedente y crónica de unas ejecuciones ». Le livre, écrit par Ricardo Zabalza, met en rapport les événements de Canyon de Lumbier avec des événements comme le bombardement de Guernica ou les fusillés navarrais pendant la guerre civile espagnole par les troupes soulevées, et aborde des faits comme le décès de Gladys del Estal pour présenter les morts de Lumbier comme un acte prémédité par les Forces de Sécurité de l'État.

## Jugement
Le seul survivant du commando, Germán Rubenach Roiz, a été condamné à 57 années de prison pour le décès d'un garde civil et pour en avoir blessé un autre pendant les événements du canyon de Lumbier. De même, le procureur a sollicité pour lui 12 années de prison comme auteur présumé du décès de sa compagne Susana Arregi, mais l'Audience Nationale l'a disculpé, après qu'il a changé sa déclaration initiale, pour manque de preuves,. Autre membre du commando Nafarroa, Juan José Zubieta Zubeldia, a été jugé pour d'autres infractions, mais non pour les faits de Lumbier. La preuve qu'il se trouvait sur les lieux n'ayant pu être établie ni qu'il était un des deux occupants présumés du véhicule qui s'est enfui. Tous les deux ont aussi été condamnés, respectivement à 27 et 22 années, pour l'enlèvement de l'industriel Adolfo Villoslada.